# Le chat bleu
Le chat bleu è il terzo album dei Mink DeVille, pubblicato dalla Capitol Records nel 1980.
Nel 2003 l'etichetta australiana Raven Records pubblicò l'album su CD con ben dieci brani (di cui nove inediti) aggiunti.

## Tracce
Lato A
1. This Must Be the Night – 2:50 (Willy DeVille)
2. Savoir faire – 3:08 (Willy DeVille)
3. That World Outside – 2:59 (Willy DeVille, Doc Pomus)
4. Slow Drain – 3:28 (Willy DeVille)
5. You Just Keep Holding On – 2:47 (Willy DeVille, Doc Pomus)

Durata totale: 15:12
Lato B
1. Lipstick Traces – 2:49 (Willy DeVille)
2. Just to Walk That Little Girl Home – 3:52 (Willy DeVille, Doc Pomus)
3. Turn You Every Way but Loose – 3:35 (Willy DeVille)
4. Bad Boy – 2:47 (C. Armstrong, Avon Long)
5. Heaven Stood Still – 2:52 (Willy DeVille)

Durata totale: 15:55
Edizione CD (Expanded Edition) del 2003, pubblicato dalla Raven Records (RVCD-131)
1. This Must Be the Night – 2:49 (Willy DeVille)
2. Savoir faire – 3:07 (Willy DeVille)
3. That World Outside – 2:58 (Willy DeVille, Doc Pomus)
4. Slow Drain – 3:28 (Willy DeVille)
5. You Just Keep Holding On – 2:45 (Willy DeVille, Doc Pomus)
6. Lipstick Traces – 2:46 (Willy DeVille)
7. Bad Boy – 2:48 (C. Armstrong, Avon Long)
8. Mazurka – 2:28 (A.J. Lewis, Queen Ida)
9. Just to Talk That Little Girl Home – 3:51 (Willy DeVille, Doc Pomus)
10. Heaven Stood Still – 2:53 (Willy DeVille)
11. Turn You Every Way but Loose – 3:35 (Willy DeVille) – Previously Released Only on U.S. Edition of the Album
12. Savoir faire – 3:02 (Willy DeVille) – Bonus Track - Live in New York 1982
13. Slow Drain – 5:00 (Willy DeVille) – Bonus Track - Live in New York 1982
14. This Must Be the Night – 2:57 (Willy DeVille) – Bonus Track - Live in New York 1982
15. Bad Boy – 3:25 (C. Armstrong, Avon Long) – Bonus Track - Live in New York 1982
16. Lipstick Traces – 4:30 (Willy DeVille) – Bonus Track - Live in New York 1982
17. Just to Walk That Little Girl Home – 4:45 (Willy DeVille, Doc Pomus) – Bonus Track - Live in Holland 1984
18. Heaven Stood Still – 3:37 (Willy DeVille) – Bonus Track - Live in Germany 1995
19. Save the Last Dance for Me – 4:41 (Doc Pomus, Mort Shuman) – Bonus Track - Live in Holland 1984
20. Willy DeVille and Doc Pomus interview – 6:01 – Bonus Track - The Robert Klein Show, 2 November 1980

Durata totale: 71:26

## Musicisti
- Willy DeVille - voce, chitarra
- Louis X. Erlanger - chitarra solista
- Kenny Margolis - tastiere, accordion
- Jerry Scheff - basso
- Ron Tutt - batteria
- Steve Douglas - sassofono
- Jean-Claude Petit - arrangiamenti strumenti a corda
- Jake of the Family Jewels - accompagnamento vocale, cori
- Eve Moon - accompagnamento vocale, cori
- Kenny Margolis - accompagnamento vocale, cori